# シモダス
『シモダス』は、シーモネーター（現・SEAMO）&DJ TAKI-SHITの1枚目のオリジナルアルバム。

## 解説
- デビューアルバムとして、2003年2月19日にソニーレコードよりリリースされた。
- SEAMOがシーモネーター名義でアルバムを出したのは、メジャーではこの作品が最初で最後となった。
- 2014年7月23日に、「シモダス+」として、オリジナルアルバム未収録のシングル収録曲をすべて収録したボーナスCDを追加し、全曲を新たにリマスタリングした2枚組で復刻発売された。

## 収録曲
1. 浪漫ストリーム
作詞：高田尚輝　作曲：米米CLUB／滝川浩二
1stシングル
2. 逃げろ!
作詞：高田尚輝　作曲：滝川浩二
3. funky technician feat. HOME MADE 家族
作詞：高田尚輝/MICRO/KURO　作曲：滝川浩二
4. フレンドパーク
作詞：高田尚輝　作曲：滝川浩二
PVには、HOME MADE 家族らが男塾の塾生として出演している。
5. 情熱トロピカーナ(Album Version)
作詞：高田尚輝/市川喜康　作曲：／George Michael／Andrew Ridgeley
2ndシングル
6. taki-shit fish
作詞：高田尚輝　作曲：滝川浩二
7. 半熟ラバーズ feat. MICRO (HOME MADE 家族)
作詞：高田尚輝/新見太祐　作曲：滝川浩二
3rdシングルの1曲目
8. 南極物語
作詞：高田尚輝　作曲：滝川浩二
9. スーパースター
作詞：高田尚輝　作曲：滝川浩二
10. ビデオマスター
作詞：高田尚輝　作曲：滝川浩二
11. taki-shit's garden
12. DOG LIFE
作詞：高田尚輝　作曲：滝川浩二
13. バーチャLOVE～春の海～
作詞：高田尚輝　作曲：滝川浩二
14. Holiday feat. ASIAN PIMPS
作詞：高田尚輝/MASH/SMOKEY Jr./B-HUNTER　作曲：滝川浩二
15. まってたんだNEO
作詞：高田尚輝　作曲：滝川浩二
3rdシングル2曲目
16. 浪漫ストリーム（DJ JIN X-treme REMIX）*Bonus Track
17. 情熱トロピカーナ（DJ TAKI-SHIT Summer Sunset Remix）*Bonus Track

### BONUS CD
- 「シモダス+」にのみ付属。

1. シーモバウンス
作詞：高田尚輝　作曲：滝川浩二
1stシングルのカップリング
2. 時代と理解を超える機械
作詞：KO-1/高田尚輝　作曲：滝川浩二
1stシングルのカップリング
3. ダンスホールスプラッシュ
作詞：高田尚輝　作曲：滝川浩二
1stシングルのカップリング
4. 情熱トロピカーナ
作詞：高田尚輝／市川喜康　作曲：滝川浩二／George Michael／Andrew Ridgeley
2ndシングルのシングルバージョン
5. Over The Top Rope
作詞：高田尚輝／水谷聡史／新美太祐　作曲：滝川浩二
2ndシングルのカップリング
6. Limited Love
作詞：高田尚輝　作曲：滝川浩二
2ndシングルのカップリング
7. モストデンジャラスボーイ（DJ KOHNO Remix）
3rdシングルのカップリング
8. 情熱トロピカーナ（Instrumental）
2ndシングルのカップリング
9. 浪漫ストリーム（Instrumental）
2ndシングルのカップリング
10. 半熟ラバーズ（Instrumental）
3rdシングルのカップリング
11. まってたんだNEO（Instrumental）
3rdシングルのカップリング